# Florian Funk
Florian Funk (* 18. Dezember 1969 in Bad Tölz) ist ein ehemaliger deutscher Eishockeyspieler und heutiger -trainer, der in seiner aktiven Zeit von 1986 bis 2002 unter anderem für den EC Hannover, die Eisbären Berlin und Berlin Capitals in der Deutschen Eishockey Liga gespielt hat. Sein Vater Lorenz Funk senior und sein Bruder Lorenz Funk junior waren ebenfalls professionelle Eishockeyspieler. Seit seinem Karriereende arbeitet er als Trainer.

## Karriere

### Als Spieler
Florian Funk begann seine Karriere als Eishockeyspieler in seiner Heimatstadt beim EC Bad Tölz, für den er von 1986 bis 1990 in der 2. Liga Süd aktiv war. Anschließend wechselte der Angreifer zum Bundesligisten EC Hedos München, bei dem er die folgenden drei Jahre verbrachte. Die Saison 1993/94 begann der Linksschütze bei den Starbulls Rosenheim in der Bundesliga und beendete sie beim EC Hannover in der 2. Liga Nord, mit dem er ab der folgenden Spielzeit in der neugegründeten DEL spielte. Als sich die Niedersachsen 1996 aus der DEL zurückzogen, wechselte der gebürtige Bayer zu den Eisbären Berlin, mit denen er in der Saison 1998/99 auf internationaler Ebene den dritten Platz in der European Hockey League erreichte. 
Nach dem Funk in der Saison 1999/2000 ausschließlich für die Eisbären Berlin Juniors in der Oberliga Nord auf dem Eis stand, unterschrieb er beim Regionalligisten TSV Peissenberg, bei dem er bis Mitte der Saison 2001/02 unter Vertrag stand. In dieser Spielzeit lief er zudem in einer Partie in der DEL für die Berlin Capitals sowie 21-mal in der 2. Bundesliga für seinen Heimatclub EC Bad Tölz auf, wo er seine Laufbahn nach der Saison beendete.

### Als Trainer
Zwischen 2006 und 2010 betreute Florian Funk die U16-Mannschaft des EC Bad Tölz in der Schüler-Bundesliga. Anschließend wurde er zum Cheftrainer der Herrenmannschaft befördert, die damals in der Oberliga spielte. Er führte das Team in den folgenden Jahren erfolgreich und wies bis 2014 einen positiven Sieg-Niederlagen-Quotienten auf. Im Februar 2015 wurde sein Vertrag nach einer Niederlagenserie aufgelöst. In den Spielzeiten 2015/16 und 2016/17 war er Cheftrainer der ESC Riverrats Geretsried in der Eishockey-Bayernliga, ehe er 2017 als Nachwuchstrainer der DNL-Mannschaft zum EC Bad Tölz zurückkehrte. Zwischen Dezember 2017 und 2019 war Funk zusätzlich Assistenztrainer der DEL2-Mannschaft der Tölzer Löwen.

## Erfolge und Auszeichnungen
- 1999 3. Platz European Hockey League mit den Eisbären Berlin
- 2012 Oberligameister als Trainer der Tölzer Löwen